# Azumapecten
Azumapecten is een geslacht van tweekleppigen uit de  familie van de Pectinidae (mantelschelpen). 

## Soorten
- Azumapecten farreri (Jones & Preston, 1904)
- Azumapecten ruschenbergerii (Tryon, 1869)